# Charles Matthews
Charles I. Matthews (Chicago, Illinois, Ohio; 15 de noviembre de 1996) es un baloncestista estadounidense que pertenece a la plantilla del Memphis Hustle de la G League. Con 1,98 metros de estatura, juega en la posición de escolta.

## Trayectoria deportiva

### Universidad
Jugó una temporada con los Wildcats de la Universidad de Kentucky, en la que apenas tuvo minutos de juego, y en la que promedió 1,7 puntos y 1,6 rebotes por partido. Después de la temporada tuvo un procedimiento médico en la cadera. Se le concedió la liberación del equipo el 18 de mayo de 2016.
Fue transferido a los Wolverines de la Universidad de Míchigan, donde tras un año en blanco por la normativa de transferencias de la NCAA, jugó dos temporadas más, en as que promedió 12,6 puntos, 5,6 rebotes y 2,0 asistencias por partido.

#### Estadísticas
| * | Líder de la NCAA Division I |

| Año     | Equipo   | PJ  | PT  | MPP  | %TC  | %3P  | %TL  | RPP | APP | ROB | TPP | PPP  |
| ------- | -------- | --- | --- | ---- | ---- | ---- | ---- | --- | --- | --- | --- | ---- |
| 2015–16 | Kentucky | 36  | 3   | 10.3 | .442 | .250 | .412 | 1.6 | .4  | .4  | .2  | 1.7  |
| 2017–18 | Michigan | 41* | 41* | 30.1 | .495 | .318 | .558 | 5.5 | 2.4 | .7  | .6  | 13.0 |
| 2018–19 | Michigan | 34  | 34  | 31.5 | .431 | .299 | .645 | 5.0 | 1.4 | 1.1 | .5  | 12.2 |
| total   | total    | 111 | 78  | 24.1 | .464 | .308 | .576 | 4.1 | 1.4 | .7  | .4  | 9.1  |

### Profesional
El 9 de junio de 2019, Matthews se rompió el ligamento cruzado anterior durante un entrenamiento previo al draft con los Boston Celtics y posteriormente no fue seleccionado en el draft de la NBA de 2019.
Firmó con los Cleveland Cavaliers para la pretemporada 2020-21. pero finalmente acabó fichando por su filial en la G League, los Canton Charge. El 23 de octubre de 2021 renovó su contrato con los Charge, pero fue despedido el 20 de enero de 2022, tras jugar apenas 15 partidos entre las dos temporadas.
El 14 de marzo de 2022, los Maine Celtics adquirieron a Matthews a través del grupo de jugadores disponibles, pero solo llegó a disputar un partido.
El 23 de octubre de 2022 se unió a la lista depretemporada de los Windy City Bulls.
El 28 de enero de 2024 fichó por el equipo de baloncesto sueco BC Luleå de la Svenska basketligan, y comenzó su andadura como jugador de baloncesto profesional en Europa.
El 1 de febrero de 2025 regresó a los Memphis Hustle de la G League.